# الین گراو، گائوتنگ
الین گراو، گاوتنگ (به لاتین: Allen Grove, Gauteng) یک شهرک در آفریقای جنوبی است که در گائوتنگ واقع شده‌است.